# جکی لاکری
جکی لاکری (انگلیسی: Jackie Loughery؛ زادهٔ ۱۸ آوریل ۱۹۳۰ - ۲۳ فوریۀ  ۲۰۲۴) بازیگر، مانکن و ملکه زیبایی اهل آمریکا است. او بعد از برنده شدن در مسابقه ملکه زیبایی ایالات متحده آمریکا در دوشیزه جهان ۱۹۵۲ به نمایندگی از آمریکا شرکت نمود.
از فیلم‌ها یا مجموعه‌های تلویزیونی که وی در آن‌ها نقش داشته‌است، می‌توان به پسر سندباد و یاران اشاره نمود.